# Sanyo Railway
Ne doit pas être confondu avec Sanyo Electric Railway.
La Sanyo Railway (山陽鉄道株式会社, San'yō Tetsudō Kabushiki Gaisha) est une ancienne compagnie de chemin de fer créée en 1888 au cours de la période Meiji au Japon. Le siège de la compagnie était basé à Kobe.

## Histoire

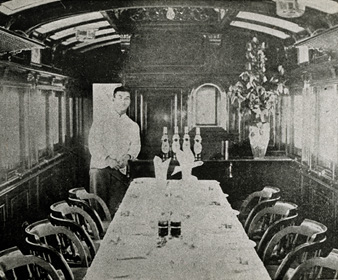
Photo d'époque d'une voiture restaurant

La première ligne de chemin de fer a ouvert en 1888. En 1894, la compagnie Sanyō prolonge ses lignes à l'ouest, le long de la côte de la mer intérieure de Seto, de Kobe à Hiroshima. Le chemin de fer fut ensuite étendu à Shimonoseki. La ligne Sanyō est reliée à la ligne principale Tōkaidō à Kobe. La compagnie continue son extension  et elle relie la compagnie ferroviaire de Kyūshū à Kitakyūshū. La compagnie a gagné une réputation pour être l'une des plus innovatrices au Japon. Elle introduit les premières voitures disposant de lits, les voitures restaurant et l'éclairage électrique sur ses trains. En 1904, le voyage de 530 km entre Kobe à Shimonoseki prend 11 h. En 1906, la compagnie est intégrée dans la Société gouvernementale des chemins de fer japonais.

## Lignes
À la veille de son rattachement à la société gouvernementale, la compagnie gérait un peu moins de 700 km de lignes.
- ligne de Kobe à Shimonoseki (actuelle ligne Sanyō)
- ligne de Hyōgo à Wadamisaki (actuelle ligne Wadamisaki)
- ligne d'Asa à Ōmine (actuelle ligne Mine)
- ligne de Shikama à Wadayama (actuelle ligne Bantan)
- ligne de Takamatsu à Kotohira (actuelles ligne Yosan et ligne Dosan)
- ligne de Kaitaichi à Kure (actuelle ligne Kure) (louée à la société gouvernementale)
- ligne de Hiroshima à Ujina (louée à l'armée)